# Doratoxylon apetalum
Espèce
Doratoxylon apetalum ou Bois de gaulette est une espèce d'arbres de la famille des Sapindaceae, endémique de Madagascar et des Mascareignes.

## Caractéristiques
Le Bois de gaulette est un arbre rustique qui résiste très bien à la chaleur mais aussi au froid, au vent, et même aux cyclones. On le trouve un peu partout sur l'île de La Réunion, aussi bien dans les hauts que dans les bas. Il fait partie du projet de reconstitution de la forêt semi-sèche de la Grande Chaloupe, Life+ Forêt sèche.
Lorsqu'on le coupe, il repousse en touffe.
Les feuilles sont hétérophylles, composées de plusieurs paires de folioles. Les jeunes feuilles sont de couleur rouge.
Les fruits sont de la taille d'un petit jamblon, qui deviennent noirs et brillants. Ils sont mangés par les merles de Maurice qui les disséminent un peu partout.

## Utilisations
On s'en sert pour fabriquer des manches d'outils comme des pioches, des pics ou encore des grands couteaux. Autrefois on l'utilisait comme « baguettes-jougs » mais aussi pour fabriquer les rayons des roues de charrettes à bœuf.
En médecine traditionnelle, une infusion de son écorce sert de dépuratif sanguin, l'eau de feuilles bouillies est utilisée comme bain désinfectant.